# Piotr Bratkowski

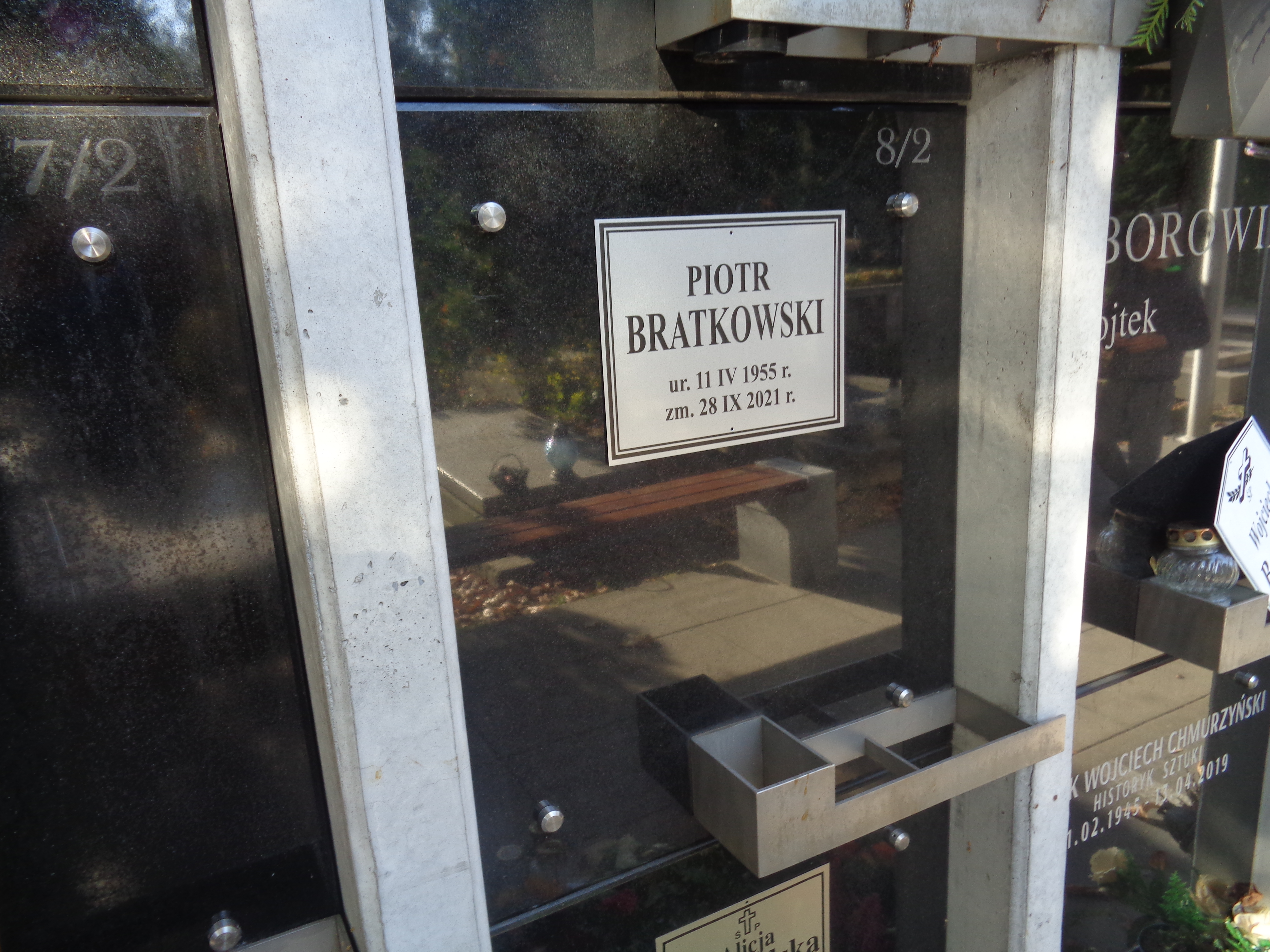
Grób Piotra Bratkowskiego na Cmentarzu Wojskowym na Powązkach

Piotr Bratkowski (ur. 11 kwietnia 1955 w Warszawie, zm. 28 września 2021 tamże) – polski poeta, krytyk literacki i publicysta.

## Życiorys
Ukończył V Liceum Ogólnokształcące im. Księcia Józefa Poniatowskiego w Warszawie oraz filologię polską na Uniwersytecie Warszawskim (1977). Studiował także filozofię. Debiutował na łamach prasy literackiej w 1974. W latach 80. był felietonistą miesięcznika „Literatura”. Publikował w czasopismach drugiego obiegu. Posługiwał się pseudonimami Agnieszka Lwowska; Jan Marcinkowski; Marek Mokotowski, Tadeusz Gaz.
Od 1990 pracował jako dziennikarz, od 1992 w dzienniku „Gazeta Wyborcza”, później w dzienniku „Rzeczpospolita”. Od 2002 był członkiem redakcji tygodnika „Newsweek Polska”, gdzie pełnił m.in. funkcje kierownika działu społecznego i działu kulturalnego.
Członek Związku Literatów Polskich (przewodniczący Koła Młodych w 1980) oraz Stowarzyszenia Pisarzy Polskich (od 1989).
W latach 1990–1993 z ramienia Komitetu Obywatelskiego „Solidarność” był radnym Żoliborza. W latach 1990–1991 był członkiem Rady Krajowej Ruchu Obywatelskiego Akcja Demokratyczna (ROAD), a po rozpadzie ROAD członkiem zarządu i rzecznikiem Ruchu Demokratyczno-Społecznego (1991–1992).

## Życie prywatne
Syn Jana Bratkowskiego oraz Anny z domu Karczewskiej. 
Dwukrotnie żonaty: z Ireną Groblewską, menedżerką kultury ma syna Marka (ur. 1982). 
W 1989 ożenił się z dziennikarką Martą z domu Łataś, z którą miał drugiego syna, Marcina (ur. 1991). 
Mieszkał w Warszawie.

## Twórczość
- Uniwersytet, 1981 (poezja)
- Strefa skażeń, 1983 (poezja)[4]
- W stanie wolnym, 1983 (powieść)[5]
- Nauka strzelania, 1990 (poezja)
- Wiersze stare i nowe, 2003 (poezja)[6]
- Prywatna taśmoteka czyli Słodkie lata 80, 2003 (felietony)[7]
- Dziwny, dziwny, dziwny (wywiad rzeka z Tomaszem Lipińskim)

## Nagrody, wyróżnienia
- Nagroda Artystyczna Młodych im. Stanisława Wyspiańskiego (1989)[2]
- PIK-owy Laur – nagroda za najlepsze prasowe publikacje na temat książek (2010)[2]